# دیونا وکوویچ
دیونا وکوویچ (به مونته‌نگرویی: Divna Veković، به صربی: Дивна Вековић) (۱۸۸۶–۱۹۴۴) یک پزشک، دندان‌پزشک، ماما، مترجم و بشردوست اهل مونته‌نگرو و نخستین پزشک زن آموزش‌دیده این کشور بود. او به عنوان مترجم نخستین کسی بود که کتاب تاج گل کوه را از زبان صربی به فرانسوی ترجمه کرد. تاج گل کوه شعر و نمایشنامه‌ای شناخته شده در ادبیات مونته‌نگرو است که توسط شاهزاده-اسقف و شاعری به نام پتار دوم پتروویچ-نژگو سروده شده‌است. وکوویچ همچنین شعرهای دیگری مانند شعر شاعر صربستانی یوان یوانوویچ زمای را ترجمه کرده‌است و یک واژه‌نامه فرانسوی-صربی را نیز به نگارش درآورده است.
وی کار خود را به عنوان پزشک تا زمان مرگش در اواخر جنگ جهانی دوم ادامه داد و در معرفی ثروت‌های معنوی مونته‌نگرو به اروپا بسیار فعال بود.

## زندگی‌نامه

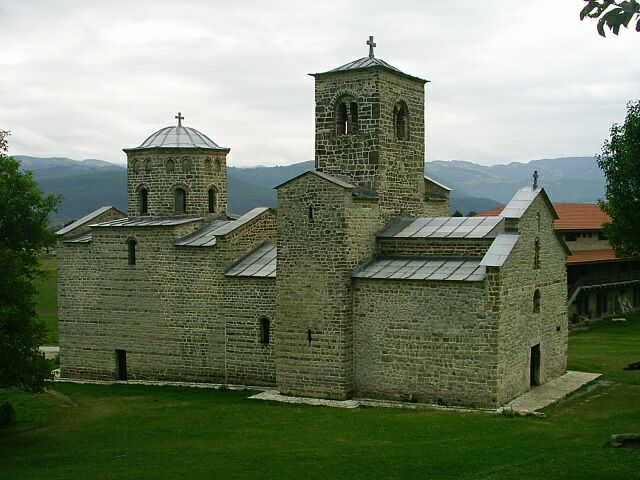
صومعه دوردوی استوپووی

دیونا وکوویچ به عنوان ششمین فرزند از هفت فرزند اوروش و تولا وکوویچ، در سال ۱۸۸۶ در دهکده لوژاک در نزدیکی برانه در یک خانواده صربستانی زاده شد. او تحصیلات ابتدایی خود را در صومعه دوردوی استوپووی، راهنمایی را در اسکوپیه و دبیرستان خود را در ستینیه به پایان رساند. هیچ اطلاعات موثقی دربارهٔ زندگی خانوادگی وی وجود ندارد.

## آموزش
به دیونا به عنوان یک دانش آموز ممتاز و یکی از بهترین‌های نسل خود، برای رشته آموزش دختران بورسیه تحصیلی مؤسسه دخترانه «ملکه ماریا» در ستینیه داده شد. شاهزاده نیکولا که او را یک دانش‌آموز فوق‌العاده با استعداد یافته بود، از طرف پادشاهی مونته‌نگرو به او بورسیه تحصیلی اعطا و وی را برای تحصیل به پاریس روانه کرد. او در سال ۱۹۰۷ از دانشگاه سوربن در رشته پزشکی فارغ‌التحصیل و به یک پزشک تبدیل شد. تحصیلات وی در فرانسه شامل تحصیل یک ساله در دانشکده مامایی آمین، تحصیل دو ساله در دانشکده پزشکی سوربن و تحصیل دو ساله در دانشکده دندانپزشکی پاریس بود که تحصیلات وی در نهایت در سال ۱۹۱۷ به پایان رسید. وی عضو صلیب سرخ بین‌المللی نیز بود. او در سال ۱۹۳۹ به مونته‌نگرو بازگشت. او او که بیشتر زمان نقل مکان به فرانسه تا بازگشت به مونته‌نگرو را در پاریس زندگی کرده بود، زبان فرانسوی را کاملاً یادگرفته بود.
اطلاعات رسمی در مورد اتمام کلاس‌های مقدماتی دانشکده مامایی و رشته دندانپزشکی توسط او وجود دارد، با این حال، هیچ یادداشت رسمی در مورد بورسیه تحصیلی او برای تحصیل در دانشگاه سوربن و ثبت نام در دانشکده پزشکی وجود ندارد. این داده‌ها توسط اعضای خانواده نزدیک او داده می‌شوند. اسناد و مدارک متعلق به دیونا وکوویچ در سال ۱۹۴۵ نابود شدند.
او رشته ادبیات را نیز تا مقطع دکترا ادامه داد و در سال ۱۹۲۶ از پایان‌نامه‌اش در بلگراد دفاع کرد.